# Metromenus hilaris
Metromenus hilaris är en skalbaggsart som beskrevs av Perkins. Metromenus hilaris ingår i släktet Metromenus och familjen jordlöpare. Inga underarter finns listade i Catalogue of Life.